# Índice de plasticidade

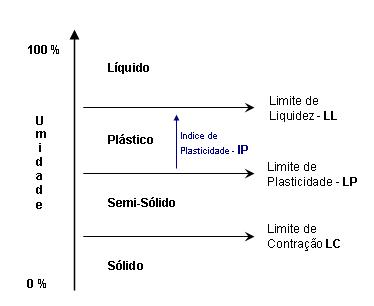
Figura esquemática indicando a posição relativa do Índice de Plasiticade diante dos Limites de Atterberg.

Na Mecância dos solos, o Índice de Plasticidade (IP) é obtido através da diferença numérica entre o Limite de liquidez (LL) e o Limite de plasticidade (LP), ou seja:
O IP é expresso em porcentagem e pode ser interpretado, em função da massa de uma amostra, como a quantidade máxima de água que pode lhe ser adicionada, a partir de seu Limite de plasticidade, de modo que o solo mantenha a sua consistência plástica.